# 히가시구 (히로시마시)
히가시구(일본어: 東区)는 일본 히로시마현 히로시마시의 행정구 중 하나이다. 구 히로시마 시내와 아키군 아키정을 합병한 부분으로 이루어져 있다. 1980년 4월 1일에 히로시마시가 정령지정도시가 되면서 신설되었다.

## 지리
구 히로시마 시내는 히가시구의 서쪽 및 남쪽을 경계로 하는 오타강 및 그 분류인 엔코강을 따라서 있고 해발 261m의 우시타산에서 사방으로 펼쳐진 평지를 가지고 있다.
구 아키정 지역은 누쿠시나강을 따라서 남서쪽에서 북동쪽으로 퍼져 있고 세 방면으로 산에 둘러싸인 면적 22.7km2의 지구이다. 1960년대부터 주택 단지 조성이 진행되었고 1987년에 산요 자동차도 히로시마히가시 IC가 개통됨에 따라 도시화가 진행되었다.

### 인접한 자치체
- 히로시마시
  - 나카구, 미나미구, 니시구, 아사미나미구, 아사키타구, 아키구

- 아키군
  - 후추정

## 역사
- 1980년 - 히로시마시가 정령지정도시로 지정되면서 히가시구가 설치되었다.

## 교통

### 철도
- 서일본 여객철도 게이비선
- 히로시마 고속 교통 히로시마 신교통 1호선

### 도로
- 산요 자동차도
- 히로시마 고속 1호선
- 히로시마 고속 2호선(일본어판)
- 국도 제54호선